# Indian Wells Masters 2024
Indian Wells Masters 2024 a fost un turneu profesionist de tenis masculin și feminin, jucat la Indian Wells, California. A fost cea de-a 50-a ediție a turneului masculin și cea de-a 35-a ediție a turneului feminin și a fost clasificat ca eveniment ATP 1000 în Circuitul ATP 2024 și eveniment WTA 1000 în Circuitul WTA 2024. S-a desfășurat la Indian Wells Tennis Garden în perioada 6–17 martie 2024, pe terenuri dure în aer liber.
Pentru prima dată, a avut loc și proba de dublu mixt, care se joacă în mod obișnuit doar la Grand Slam, la Jocurile Olimpice și la United Cup. Opt perechi invitate au participat la proba de dublu mixt.

## Campioni

### Simplu masculin
Pentru mai multe informații consultați Indian Wells Masters 2024 – Simplu masculin

### Simplu feminin
Pentru mai multe informații consultați Indian Wells Masters 2024 – Simplu feminin

### Dublu masculin
Pentru mai multe informații consultați Indian Wells Masters 2024 – Dublu masculin

### Dublu feminin
Pentru mai multe informații consultați Indian Wells Masters 2024 – Dublu feminin

### Dublu mixt
Pentru mai multe informații consultați Indian Wells Masters 2024 – Dublu mixt

## Puncte și premii în bani

### Distribuția punctelor
| Probă           | C    | F   | SF  | QF  | Runda 4 | Runda 3 | Runda 2 | Runda 1 | Q   | Q2  | Q1  |
| Simplu masculin | 1000 | 650 | 400 | 200 | 100     | 50      | 30*     | 10      | 20  | 10  | 0   |
| Dublu masculin  | 1000 | 600 | 360 | 180 | 90      | 0       | N/A     | N/A     | N/A | N/A | N/A |
| Simplu feminin  | 1000 | 650 | 390 | 215 | 120     | 65      | 35*     | 10      | 30  | 20  | 2   |
| Dublu feminin   | 1000 | 650 | 390 | 215 | 120     | 10      | N/A     | N/A     | N/A | N/A | N/A |

### Premii în bani
Valoarea totală a premiilor combinate pentru BNP Paribas Open 2024 a fost de 17.991.110 dolari, fiecare turneu (ATP și WTA) jucând pentru o cotă de 8.995.555 dolari. Acest lucru a reprezentat o creștere de 2,22% față de 2023. Pentru 2024, au fost alocate mai multe premii în bani pentru rundele mai mici. De exemplu, premiul campionului a fost redus cu 12,85% (1.100.000 de dolari în 2024 față de 1.262.220 de dolari în 2023), în timp ce remunerația învinșilor din prima rundă a crescut cu 61,04% (30.050 de dolari în 2024 față de 18.660 de dolari în 2023).
| Probă           | C           | F         | SF        | QF        | Runda 4   | Runda 3  | Runda 2  | Runda 1  | Q2       | Q1      |
| Simplu masculin | 1.100.000 $ | 585.000 $ | 325.000 $ | 185.000 $ | 101.000 $ | 59.100 $ | 42.000 $ | 30.050 $ | 14.400 $ | 7.800 $ |
| Simplu feminin  | 1.100.000 $ | 585.000 $ | 325.000 $ | 185.000 $ | 101.000 $ | 59.100 $ | 42.000 $ | 30.050 $ | 14.400 $ | 7.800 $ |
| Dublu masculin* | 447.300 $   | 236.800 $ | 127.170 $ | 63.600 $  | 34.100 $  | 8.640 $  | N/A      | N/A      | N/A      | N/A     |
| Dublu feminin*  | 447.300 $   | 236.800 $ | 127.170 $ | 63.600 $  | 34.100 $  | 8.640 $  | N/A      | N/A      | N/A      | N/A     |

*per echipă